# I Could Fall in Love
"I Could Fall in Love" (en català: "Podria enamorar-me") és una cançó de R&B contemporani de la cantant mexico - estatunidenca Selena. Escrita i produïda per Keith Thomas. El seu llançament es va produir el 26 de juny de 1995 a les emissores de ràdio dels Estats Units juntament amb la cançó "Tu Solo Tu". "I Could Fall in Love" va aconseguir el número vuit en la classificació del Hot 100 Airplay, i moltes publicacions especialitzades creuen que la millor peça de dècada de 1990 en la categoria de cançó texana. Ha esdevingut una cançó popular per a acompanyar cerimònies de casament, i artistes com Jennifer Lopez, Gloria Estefan, Karen Rodríguez, Lisa Leuschner, Keke Palmer i Ali-Ollie Woodson n'han fet versions.

## Informació
- Mundial[12]

1. "I Could Fall in Love (Album version)" — 4:41
2. "I Could Fall in Love (Softer version)" — 4:42

- Japó[13]

1. "I Could Fall in Love" — 4:41
2. "Dreaming of You" — 5:14
3. "Sukiyaki" — 3:11

- Mèxic[14]

1. "I Could Fall in Love (Album version)" — 4:41
2. "I Could Fall in Love (Softer version)" — 4:42
3. "Tú Sólo Tú" — 3:45

- Austràlia[13]

1. "I Could Fall in Love (Album version)" — 4:41
2. "I Could Fall in Love (Softer version)" — 4:42
3. "Tú Sólo Tú" — 3:45
4. "Amor Prohibido — 2:50

### Setmana
| Chart (1995/1996)                              | Millor posició |
| ---------------------------------------------- | -------------- |
| Canadà RPM Top Singles Chart                   | 10             |
| Canadà RMP Adult Contemporary                  | 1              |
| New Zealand Top 40                             | 10             |
| Tokyo Hot 100                                  | 37             |
| EUA Billboard Hot Latin Tracks                 | 2              |
| EUA Billboard Latin Tropical/Salsa Airplay     | 4              |
| EUA Billboard Latin Regional Mexican Airplay   | 5              |
| EUA Billboard Latin Pop Airplay                | 1              |
| EUA Billboard Hot 100 Recurrent Airplay        | 3              |
| EUA Billboard Hot Adult Contemporary Recurrent | 6              |
| EUA Billboard Adult Contemporary               | 12             |
| EUA Billboard Top 40 Mainstream                | 15             |
| EUA Billboard Rhythmic Top 40                  | 5              |
| EUA Billboard Adult Top 40                     | 17             |
| EUA Billboard Hot 100 Airplay                  | 8              |

| Chart (1995)         | Millor posició |
| -------------------- | -------------- |
| EUA Hot Latin Tracks | 5              |

## Llibres
- Cox, Bill; Franz, Janie. The Ultimate Wedding Reception Book.  Bill Cox, 2001, p. 120. ISBN 0-9715082-0-8.
- Brusca, Donny. Bpm List 2006: Main Edition.  Lulu, 2006, p. 700. ISBN 184728860X.
- Espinosa, Gastón; García, Mario T.. Mexican American religions : spirituality, activism, and culture.  Duke University Press, 2008, p. 443. ISBN 0-8223-4119-0.
- Kessler, Elizabeth Rodriguez; Perrin, Anne. Chican@s in the Conversations.  Pearson Longman, 2007, p. 242. ISBN 0321394178.
- Stuessy, Joe; Lipscomb, Scott David. Rock and roll : its history and stylistic development. 6a edició.  Pearson Prentice Hall, 2009, p. 412. ISBN 0-13-601068-7.
- Whitburn, Joel. The Billboard book of top 40 hits. 9a ed..  Billboard Books, 2010, p. 900. ISBN 0-8230-8554-6.